# Sunnfjord (regio)

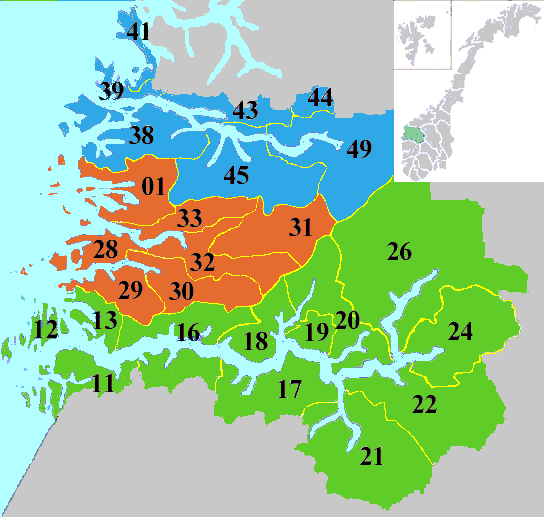
Sogn og Fjordane met de districten, Sunnfjord oranje

Sunnfjord is een regio in de Noorse provincie Vestland, vernoemd naar de gelijknamige fjord.